# Tepszics Ignác
Tepszics Ignác (Budapest, 1958. március 17. –) válogatott labdarúgó, hátvéd, edző, sportvezető.

## Pályafutása

### A válogatottban
1979-ben egy alkalommal szerepelt a válogatottban. 13-szoros egyéb válogatott (1978–80), nyolcszoros utánpótlás válogatott (1979–80, 1 gól).

### Sportvezetőként
1992 és 1994 között a Százhalombattai FC elnöke volt.

## Sikerei, díjai
- Magyar bajnokság
  - bajnok: 1980–81
  - 2.: 1978–79
  - 3.: 1986–87
- Magyar kupa (MNK)
  - győztes: 1978
  - döntős: 1986

## Statisztika

### Mérkőzése a válogatottban
| Magyarország | Magyarország         | Magyarország         | Magyarország | Magyarország | Magyarország | Magyarország | Magyarország | Magyarország |
| #            | Dátum                | Helyszín             | Hazai        | Eredmény     | Vendég       | Kiírás       | Gólok        | Esemény      |
| ------------ | -------------------- | -------------------- | ------------ | ------------ | ------------ | ------------ | ------------ | ------------ |
| 1.           | 1979. szeptember 26. | Bécs, Práter-stadion | Ausztria     | 3 – 1        | Magyarország | barátságos   | -            | 63'          |
|              | Összesen             |                      |              | 1            | mérkőzés     |              | 0            | gól          |